# Murat Kalikulov
Murat Kalikulov (ur. 19 sierpnia 1978) – uzbecki judoka. Olimpijczyk z Aten 2004, gdzie odpadł w eliminacjach w wadze półlekkiej.
Uczestnik mistrzostw świata w 2001. Startował w Pucharze Świata w latach 1999, 2001 i 2002. Brązowy medalista mistrzostw Azji w 2004. Wicemistrz Uniwersjady w 2001 roku.

## Letnie Igrzyska Olimpijskie 2004
| Konkurencja | Eliminacje               | Klas. końcowa |
| Konkurencja | Przeciwnik I             | Miejsce       |
| ----------- | ------------------------ | ------------- |
| 66 kg       | Miloš Mijalković (SCG) P | I runda.      |